# Aspirány Gusztáv
Aspirány Gusztáv, Almási (1925 – 1971. december 25. (k. n.)) válogatott labdarúgó, csatár.

## Pályafutása

### Klubcsapatban
A Kispesti AC-ben kezdet futballozni. Ezt követően a MÁVAG és a Szt. László FC játékosa volt. A háború után a Dózsa MADISZ és a Goldberger csapataiban szerepelt az NB I-ben. 1952-ig a Dorogi Bányász labdarúgója volt, ahol az 1952-es magyar labdarúgókupa-döntőjébe jutás volt a legjobb eredménye. 1953 és 1958 között a Budapesti Dózsa labdarúgója volt. Az 1957-es tavaszi bajnokságban bronzérmes lett a csapattal. 1958 nyarán az Egyetértésbe igazolt. 1961-től 1963-ig a Veszprémi Vasas játékosa lett.
1971 decemberében autóbaleset érte, ami miatt a kórházban néhány nap múlva meghalt.

### A válogatottban
1953 és 1957 között két alkalommal szerepelt a magyar válogatottban és két gólt szerzett.
Mérkőzései a B válogatottban:
- 1949. október 16., Budapest, Üllői út: Magyarország B – Ausztria B 4-2
- 1949. október 30., Szófia: Magyarország B – Bulgária B 2-0
- 1951. május 24., Katowice: Magyarország B – Lengyelország B 2-1
- 1951. október 14., Budapest, Üllői út: Magyarország B – Csehszlovákia B 4-0 (1 gól)
- 1952. október 19., Brno: Magyarország B – Csehszlovákia B 1-1
- 1953. október 11., Budapest, Népstadion: Magyarország B – Ausztria B 7-3
- 1954. szeptember 19., Bukarest: Románia B – Magyarország B 2-1
- 1954. szeptember 26., Budapest, Népstadion: Magyarország B – Szovjetunió B 0-3
- 1955. október 16., Bécs: Magyarország B – Ausztria B 5-2
- 1957. június 16., Budapest, Népstadion: Magyarország B – Svédország B 2-2 (1 gól)
- 1957. június 23., Várna: Magyarország B – Bulgária B 2-2
- 1957. július 28., Leningrád: Magyarország B – Finnország A 4-0 (2 gól)
- 1957. július 31., Voronyezs: Magyarország B – Libanon A 15-0 (4 gól)
- 1957. augusztus 3., Moszkva: Magyarország B – Kína A 5-1 (1 gól)
- 1957. augusztus 10., Moszkva: Szovjetunió A – Magyarország B 5-1
- 1957. szeptember 15., Debrecen: Magyarország B – Bulgária B 0-1
- 1957. szeptember 22., Moszkva, Magyarország B – Szovjetunió B 1-1

## Sikerei, díjai
- Magyar bajnokság
  - 3.: 1957-tavasz
- Magyar kupa (MNK)
  - döntős: 1952

## Statisztika

### Mérkőzései a válogatottban
| Magyarország | Magyarország     | Magyarország            | Magyarország | Magyarország | Magyarország  | Magyarország | Magyarország | Magyarország |
| #            | Dátum            | Helyszín                | Hazai        | Eredmény     | Vendég        | Kiírás       | Gólok        | Esemény      |
| ------------ | ---------------- | ----------------------- | ------------ | ------------ | ------------- | ------------ | ------------ | ------------ |
| 1.           | 1953. október 4. | Szófia, Levszki-stadion | Bulgária     | 1 – 1        | Magyarország  | barátságos   | -            |              |
| 2.           | 1957. október 6. | Budapest, Népstadion    | Magyarország | 2 – 0        | Franciaország | barátságos   | 2            | 45' 66'      |
|              | Összesen         |                         |              | 2            | mérkőzés      |              | 2            | gól          |